# Windelsbach
Windelsbach – miejscowość i gmina w Niemczech, w kraju związkowym Bawaria, w rejencji Środkowa Frankonia, w regionie Westmittelfranken, w powiecie Ansbach, wchodzi w skład wspólnoty administracyjnej Rothenburg ob der Tauber. Leży w paśmie Frankenhöhe, około 23 km na północny zachód od Ansbachu.

## Dzielnice
W skład gminy wchodzą następujące dzielnice: 
- Birkach
- Burghausen
- Cadolzhofen
- Hornau
- Karrachmühle
- Linden
- Nordenberg
- Preuntsfelden
- Windelsbach